# James Heywood
Pour les articles homonymes, voir Heywood.
James Heywood (28 mai 1810 - 17 octobre 1897) est un député britannique, philanthrope et réformateur social.

## Jeunesse
James Heywood est né le 28 mai 1810 à Manchester, dans le Lancashire. Il est le fils du banquier Nathaniel et Ann (née Percival) Heywood, et est le frère de Benjamin Heywood et Thomas Heywood (historien) (en) et petit-fils de Thomas Percival. Il est diplômé du Trinity College de Cambridge et est admis à l'Inner Temple.

## Carrière
Heywood est membre de la Portico Library et de la Manchester Statistical Society, dont il est président entre 1853 et 1855, et publie une étude de la population de Miles Platting à Manchester . Il est élu membre de la Royal Statistical Society et est leur président de 1875 à 1877 . Il s'intéresse également à la géologie et, en 1840, fait don d'une centaine de spécimens pour aider à constituer la collection de minéraux du Manchester Museum . En 1835, il devient le premier président du Manchester Athenaeum et il est également impliqué dans la Manchester Literary and Philosophical Society .
Heywood est élu membre de la Royal Society en février 1839 .
Heywood est député libéral du North Lancashire de 1847 à 1857. Il fait campagne pour des bibliothèques gratuites, des musées et des galeries d'art, l'entrée à l'université pour les dissidents et des diplômes universitaires pour les femmes. Il est président de la Sunday Society qui fait campagne pour que les activités de loisirs soient disponibles le dimanche.
Heywood ouvre la première bibliothèque gratuite à Kensington à Notting Hill Gate dans les années 1870, une décennie avant l'inauguration en 1889 de la bibliothèque centrale de Kensington dans le Kensington Vestry Hall .

## Vie personnelle
Heywood épouse le 11 juin 1853 Anne (née Kennedy) Escher, fille de John Kennedy et veuve d'Albert Escher; ils ont une fille Anne Sophia.
Heywood est décédé le 17 octobre 1897.